# نیکولا گسکیه
نیکولا گسکیه (انگلیسی: Nicolas Ghesquière؛ زادهٔ ۹ مهٔ ۱۹۷۱) خیاط و طراح مد اهل فرانسه است، که در شرکت لویی ویتون فعالیت می‌کند.